# Dotsie Bausch
Dotsie Bausch (nascida em 6 de março de 1973) é uma ciclista norte-americana que conquistou a medalha de prata na perseguição por equipes nos Jogos Olímpicos de Verão de 2012 em Londres, junto com Sarah Hammer, Jennie Reed e Lauren Tamayo.